# Ayran (Şanlıurfa)
Ayran ist eine frühere Gemeinde (Belediye) im Bezirk Birecik in der türkischen Provinz Şanlıurfa. Nach einer Gebietsreform ist der Ort zum Ortsteil von Birecik herabgestuft. Der Ort liegt etwa 20 Kilometer nördlich der Kreisstadt Birecik und existiert seit etwa dem 18. Jahrhundert. Ayran hat etwa 2400 Einwohner (2009), mehrheitlich Kurden.

## Landwirtschaft
In der Umgebung des Dorfes werden Hülsenfrüchte, Pistazien, Granatäpfel, Aprikosen, Oliven, Pflaumen Weintrauben und andere Produkte angebaut.

## Sehenswürdigkeiten
Auf dem Berg Richtung Birecik befindet sich das Grab von Schaich Salih.